# Loggia del Bigallo
A Loggia del Bigallo egy árkádos, nyitott csarnok Firenzében, a történelmi belvárosban, a Battisteroval szemben, a Via Calzaiuoli sarkán. A 14. század közepén épült, 1351 és 1358 között valószínűleg Alberto Arnoldi tervei szerint, késő gótikus stílusban. Eredetileg a Compagnia della Misericordia nevű vallásos egyesület székházához tartozott. 1425-ben a Misericordia egyesült a Compagnia di S. Maria del Bigalloval, azóta hívják a csarnokot Loggia del Bigallonank. Az épületben árva gyerekeket gondoztak.
A loggia külsejét korabeli domborművek díszítik, a fülkékben szobrok vannak elhelyezve, a bejárat fölötti Madonnát ábrázoló domborművet Arnoldi készítette 1361-ben. Az épület belsejében a Könyörületes Madonnát ábrázoló falfestményen látható Firenze legrégibb ábrázolása 1345 körüli időkből, ezenkívül kegytárgyak, festmények, egy ismeretlen mester műveként 1225-1235 körül készült festett kereszt és egy trecento szárnyas oltár is megtekinthetőek a kis múzeumban.

## Külső hivatkozások
- Museo del Bigallo, Florence - The First Depiction of Fiorenza. yourwaytoflorence.com, 2013 [last update]. (Hozzáférés: 2013. március 16.)
- Museum of the Bigallo - Florence. yourwaytoflorence.com, 2013 [last update]. (Hozzáférés: 2013. március 16.)
- Museum of the Bigallo. museumsinflorence.com, 2013 [last update]. [2013. március 18-i dátummal az eredetiből archiválva]. (Hozzáférés: 2013. március 16.)